# Rogate
Rogate est un village et un paroisse civile du district de Chichester, dans le Sussex de l'Ouest en Angleterre.
Sa population était de 1 556 habitants en 2011.